# Gjerstad
Gjerstad là một đô thị ở hạt Aust-Agder, Na Uy.
Gjerstad đã được lập làm đô thị ngày 1 tháng 1 năm 1838 (xem formannskapsdistrikt).
Tên đô thị này (ban đầu là một giáo khu) được đặt theo nông trang cổ Gjerstad (Norse Geirreksstaðir), do nhà thờ đầu tiên được xây ở đó
Gjerstad giáp Nissedal, Telemark và Drangedal, Telemark ở phía bắc; phía đông là Kragerø, Telemark; ở phía nam là Risør, Aust-Agder; và tây nam là Vegårshei, Aust-Agder.